# Llebrer irlandès

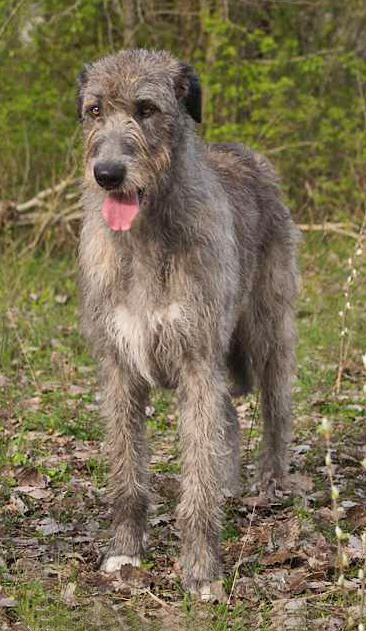
Irish wolfhound o llebrer irlandès

El llebrer irlandès  o  llobater irlandès és una raça de gos llebrer originària d'Irlanda. No s'ha de confondre "llobater" amb "gos llop", que són aquells gossos que provenen d'encreuaments entre llops i gossos domèstics.
Va néixer d'una vella raça irlandesa i es va utilitzar durant segles per a la caça del llop i l'ant, sent també l'acompanyant de caps i reis. La raça va ser gairebé extinta durant el segle xix, però el 1860 el capità Graham va recrear la raça creuant els últims exemplars amb dogs alemanys.

## Morfologia

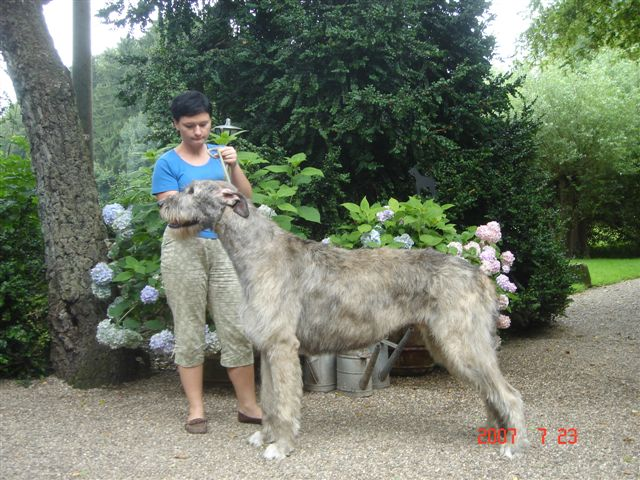
Un llebrer irlandès i la seva mestressa. Aquí s'aprecia la gran mida del gos.

Rústic i fort, el llebrer irlandès té un musell puntegut. Els ulls són foscos i les orelles dutes en rosa. El coll arquejat i sense papada. El cos és poderós i el pit profund, de llom llarg i recte, de ronyó arquejat i recollit per un ventre no gaire alt. Els membres són forts i alts. La cua està ben poblada. És un dels gossos més grans que existeixen.
- Color: Gris sota les mandíbules, blanc pur o alleonat.
- Pelatge: Pèl aspre i mitjà.
- Alçada: Mascles, per sobre de 79 cm; femelles, més de 71 cm.
- Pes: Mascles, de 54 a 58 kg; femelles, de 41 a 52 kg.

## Utilitat
Pràcticament ja no s'utilitza com a gos de caça, sinó com a gos guardià per la seva eficàcia i ensinistrament en atac, encara que és un gran gos de companyia a causa del seu bon caràcter.